# ロッケンハウゼン
ロッケンハウゼン (独: Rockenhausen)はドイツ連邦共和国 ラインラント＝プファルツ州ドナースベルク郡にある市。ロッケンハウゼン連合自治体 (独: Verbandsgemeinde Rockenhausen) の行政庁所在地である。
アルゼンツ川沿い、カイザースラウテルンの北約30kmに位置する。